# Мален, Арсентий Антонович
Арсентий Антонович Мален (1921—1950) — гвардии майор Советской Армии, участник Великой Отечественной войны, Герой Советского Союза (1945).

## Биография
Арсентий Мален родился 2 апреля 1921 года в селе Гречана (ныне — Волочисский район Хмельницкой области Украины). В 1934 году переехал в город Ровеньки Луганской области Украинской ССР, где окончил семилетнюю школу и аэроклуб, работал на шахте. В мае 1940 года Мален был призван на службу в Рабоче-крестьянскую Красную Армию. В 1942 году он окончил Ворошиловградскую военную авиационную школу лётчиков. С августа того же года — на фронтах Великой Отечественной войны. Участвовал в Сталинградской битве, освобождении Украинской и Белорусской ССР, Прибалтики, боях в Восточной Пруссии.
К июлю 1944 года гвардии капитан Арсентий Мален командовал эскадрильей 74-го гвардейского штурмового авиаполка 1-й гвардейской штурмовой авиадивизии 1-й воздушной армии 3-го Белорусского фронта. К тому времени он совершил 102 боевых вылета на штурмовку и бомбардировку скоплений боевой техники и живой силы противника, нанеся ему большие потери.
Указом Президиума Верховного Совета СССР от 23 февраля 1945 года за «мужество и героизм, проявленные в боях» гвардии майор Арсентий Мален был удостоен высокого звания Героя Советского Союза с вручением ордена Ленина и медали «Золотая Звезда» за номером 6136.
После окончания войны Мален продолжил службу в Советской Армии. В 1946 году он окончил инструкторско-методические курсы при Грозненском военном авиационном училище лётчиков. В ноябре 1947 года тяжело заболел. Долгое время лечился в госпиталях, но 3 февраля 1950 года скончался. Похоронен на Старом кладбище в городе Барановичи Брестской области Белоруссии.
Был также награждён тремя орденами Красного Знамени, орденами Александра Невского, Отечественной войны 1-й и 2-й степеней, Красной Звезды, рядом медалей.